# Gymnochthebius tectus
Gymnochthebius tectus är en skalbaggsart som beskrevs av Perkins 1980. Gymnochthebius tectus ingår i släktet Gymnochthebius och familjen vattenbrynsbaggar. Inga underarter finns listade i Catalogue of Life.